# Lerholmarna
Lerholmarna är en ögrupp i Finland. Den ligger i Skärgårdshavet eller Finska viken och i kommunen Hangö i den ekonomiska regionen  Raseborg i landskapet Nyland, i den sydvästra delen av landet. Öarna ligger omkring 100 kilometer väster om Helsingfors.
Öarnas area är 1,9 hektar och dess största längd är 220 meter i sydöst-nordvästlig riktning.